# Авганистан на Летњим олимпијским играма 1980.
Авганистан је после пропуштених игара 1976. у Монтреалу учествовао осми пут на Летњим олимпијских игара 1980. у Москви од 19. до 3. августа. Иако су многе земље бојкотовали Игре у Москви због совјетског рата у Авганистану 1979., „нападнута” земља је учествовала на овим играма.
Олимпијски комитет Авганиста поново је послао 11 само мушких представник кои се се тачмичили у у два борилаччка спорта:бокс и рвање.
Најмлађи учесник био је рвач Мохамед Актар са 17. година и 360 дана, а најстарији такође рвач Ибрахим Шунџандин са 29 година и 335 дана.
Представници Авганистана су и после ових игара остали у групи земаља које нису освајале олимпијске медаље.

## Учесници по дисциплинама
| Спорт     | Мушкарци | Жене | Укупно |
| --------- | -------- | ---- | ------ |
| Бокс      | 3        | 0    | 3      |
| Рвање     | 8        | 0    | 8      |
| Укупно(2) | 11       | 0    | 11     |

## Резултати

### Бокс
Мушкарци
| Боксер         | Дисциплина          | Коло 32 такмичара  | коло 16 такмичара             | Четвртфинале       | Полуфинале         | Финале             | Финале    | Детаљи |
| Боксер         | Дисциплина          | Противник Резултат | Противник Резултат            | Противник Резултат | Противник Резултат | Противник Резултат | Пласман   | Детаљи |
| -------------- | ------------------- | ------------------ | ----------------------------- | ------------------ | ------------------ | ------------------ | --------- | ------ |
| Ахмад Несар    | бантам (до 54 кг)   | слободан           | Мохамед (ETH) · Пор. на поене | Није се пласирао   | Није се пласирао   | Није се пласирао   | = 17 / 33 |        |
| Есмаил Мохамед | перолака (до 57 кг) | слободан           | Финк (DDR) · Пор. КО          | Није се пласирао   | Није се пласирао   | Није се пласирао   | = 17 / 33 |        |
| Рабани Гулам   | лака (до 60 кг)     |                    | Јонг (CHN) · Пор. ТКО         | Није се пласирао   | Није се пласирао   | Није се пласирао   | = 17 / 29 |        |

### Рвање
Слободни стил
| Рвач              | Дисц.     | 1. коло                         | 2. коло                              | 3. коло                              | 4. коло                              | 5. коло                              | Финале                               | Плас.     | Дет. |
| Рвач              | Дисц.     | Противник Резултат              | Противник Резултат                   | Противник Резултат                   | Противник Резултат                   | Противник Резултат                   | Финале                               | Плас.     | Дет. |
| ----------------- | --------- | ------------------------------- | ------------------------------------ | ------------------------------------ | ------------------------------------ | ------------------------------------ | ------------------------------------ | --------- | ---- |
| Мохамед Актар     | до 48 кг) | Јабар (IRQ) · ПОР 1 : 27        | Фанандис (POL) · ПОР 1 : 47          | Се-Хонг (CHN) · ПОР 8 : 30           | елиминисан у 3 кругу                 | елиминисан у 3 кругу                 | елиминисан у 3 кругу                 | = 9 / 14  |      |
| Мохамед Aynutdin  | до 52 кг) | Ефремов (YUG) · ПОБ 51 : 2      | Тијенг (VIE) · ПОР 8 : 38            | Токјонг (CHN) · ПОР 6 : 28           | елиминисан у 3 кругу                 | елиминисан у 3 кругу                 | елиминисан у 3 кругу                 | = 9 / 14  |      |
| Мохамед Халулула  | до 57 кг) | Уртадо (PER) · ПОР 11 : 12      | Неагу (ROM) · ПОР 8 : 38             | елиминисан у 3 кругу                 | елиминисан у 3 кругу                 | елиминисан у 3 кругу                 | елиминисан у 3 кругу                 | = 12 / 16 |      |
| Којавахид Захеди  | до 72 кг) | Фаваз (SYR) · ПОР 5 : 39        | Штајнгребер (DDR) · ПОР 4 : 54       | елиминисан у 2 круг због пасивности' | елиминисан у 2 круг због пасивности' | елиминисан у 2 круг због пасивности' | елиминисан у 2 круг због пасивности' | = 11 / 16 |      |
| Ахмадјан Касхан   | до 82 кг) | Мазур (POL) · ПОР 7 : 49        | елиминисан у 1 кругу због пасивности | елиминисан у 1 кругу због пасивности | елиминисан у 1 кругу због пасивности | елиминисан у 1 кругу због пасивности | елиминисан у 1 кругу због пасивности | = 16 / 16 |      |
| Ибрахим Шунџандин | до 90 кг) | Тсерентогтох (MGL) · ПОБ 58 : 4 | Диоп (SEN) · ПОР 4 : 7               | елиминисан у 2 кругу                 | елиминисан у 2 кругу                 | елиминисан у 2 кругу                 | елиминисан у 2 кругу                 | = 11 / 15 |      |

Грчко-римски стил
| Рвач            | Дисц.     | 1. коло             | 2. коло             | 3. коло              | 4. коло              | 5. коло              | Финале               | Плас.   | Дет. |
| Рвач            | Дисц.     | Противник Резултат  | Противник Резултат  | Противник Резултат   | Противник Резултат   | Противник Резултат   | Финале               | Плас.   | Дет. |
| --------------- | --------- | ------------------- | ------------------- | -------------------- | -------------------- | -------------------- | -------------------- | ------- | ---- |
| Ghulam Sanay    | до 62 кг) | Тот (HUN) · ПОР     | Мијакис (GRE) · ПОР | елиминисан у 2 кругу | елиминисан у 2 кругу | елиминисан у 2 кругу | елиминисан у 2 кругу | 11      |      |
| Sakhidad Hamidi | до 68 кг) | Супронn (POL) · ПОР | Болд (MGL) · ПОР    | елиминисан у 2 кругу | елиминисан у 2 кругу | елиминисан у 2 кругу | елиминисан у 2 кругу | 13 / 15 |      |